# Rubens Teixeira Scavone
Rubens Teixeira Scavone (Itatiba, 8 de julho de 1925 — São Paulo, 17 de agosto de 2007) foi um romancista, professor universitário, jornalista e ensaísta.
Nascido na cidade de Itapira, interior de São Paulo, era filho dos escritores Hermelino Scavone e Maria de Lourdes Teixeira e mesmo após a separação de seus pais, continuou a conviver no meio de escritores, pois seu padrasto, José Geraldo Vieira, também era um escritor importante.
Quando cursava o Ginásio Ipiranga, no bairro de Vila Mariana, começou a se interessar por ficção científica, através dos livros de Júlio Verne. Terminado o que hoje seria o Ensino Médio, ingressou na Faculdade de Direito do Largo São Francisco onde se graduou em 1948. Durante esse período, publicou artigos em jornais do interior e no extinto Correio Paulistano, onde escreveu sobre literatura norte-americana. Ao lado da carreira jurídica passou a compor novelas, romances e contos (não só de ficção científica) que tiveram boa aceitação. Foi membro e presidente da Academia Paulista de Letras. Escreveu também sob o anagrama de "Senbur T. Enovacs", embora restringindo-se apenas ao seu primeiro romance, O Homem que Viu o Disco-Voador (1958). Foi, de 1973 a 1977, vice-diretor da Faculdade de Direito de São Bernardo do Campo.
Em 1973 foi agraciado com o Prêmio Jabuti, da Câmara Brasileira do Livro por Clube de campo (Record), um denso romance de mistério que se passa exatamente no dia em que o homem pousou na Lua.
Em 1988 foi eleito para a cadeira nº 18 da Academia Paulista de Letras, igualmente a sua mãe Maria de Lourdes Teixeira (1907-1989) e ao seu padrasto, José Geraldo Vieira (1897-1977). Um dos seus filhos, Marcio Scavone, ocupa desde 2018 a cadeira nº 9.
Morreu em agosto de 2007 e deixou a mulher, Maria Eugênia Scavone, filhos, netos e bisnetos. Está sepultado no Cemitério do Morumbi.

## Livros publicados[carecede fontes?]
| Livro                                                   | Ano de publicação | Editora               | Gênero    |
| ------------------------------------------------------- | ----------------- | --------------------- | --------- |
| O homem que viu o disco voador                          | 1958              | Palácio do Livros     | Romance   |
| Degrau para as estrelas                                 | 1961              | Martins               | Coletânea |
| Diálogo dos mundos                                      | 1961              | GRD                   | Antologia |
| Antologia brasileira de ficção científica               | 1961              | GRD                   | Antologia |
| Ensaios norte-americanos                                | 1963              | Revista dos Tribunais | Ensaio    |
| Além do tempo e do espaço                               | 1965              | EDART                 | Antologia |
| O lírio e a antípoda                                    | 1965              | Revista dos Tribunais | Romance   |
| Passagem para Júpiter                                   | 1971              | Mundo Musical         | Coletânea |
| Clube de campo                                          | 1973              | Record                | Romance   |
| A noite dos três degraus                                | 1976              | Melhoramentos         | Romance   |
| Morte, no palco                                         | 1979              | Clube do Livros       | Coletânea |
| Faukner & cia                                           | 1984              | Soma                  | Ensaio    |
| O Projeto Dragão                                        | 1988              | Scipione              | Coletânea |
| Templários, Frankenstein, Buracos Negros e outros temas | 1991              | Hemus                 | Ensaio    |
| Sete faces da ficção científica                         | 1992              | Moderna               | Antologia |
| Sete faces da ficção espacial                           | 1992              | Moderna               | Antologia |
| O 31º peregrino                                         | 1993              | Estação Liberdade     | Novela    |
| Estranhos contatos                                      | 1998              | 1998                  | Antologia |
| Vinte voltas ao redor do Sol                            | 2005              | CLFC                  | Antologia |
| Ática                                                   | 2005              | Ática                 | Antologia |
| Devir                                                   | 2007              | Devir                 | Antologia |